# Tschetschenische Staatliche Universität
Die Tschetschenische Staatliche Universität (russisch Чеченский государственный университет, tschetschenisch Нохчийн мехкан университет / Noxçiyn mexkan universitet  auch kurz CHGU (Grosny) und Uni(versität) Grosny genannt) in Grosny ist die größte Universität der russischen Teilrepublik Tschetschenien.
Die Gründung erfolgte im Jahre 1938 als „Grosnyer Lehrerinstitut“ und wurde bald darauf in eine Universität umgewandelt. Diese wurde während der zwei Tschetschenienkriege stark beschädigt und im April 2000 wiedereröffnet.
Im Wintersemester 2011 waren 19.022 Studenten immatrikuliert.